# Daga landsfiskalsdistrikt
Daga landsfiskalsdistrikt var 1918–1964 ett landsfiskalsdistrikt i Södermanlands län, bildat när Sveriges indelning i landsfiskalsdistrikt trädde i kraft den 1 januari 1918, enligt beslut den 7 september 1917. Den 1 januari 1965 avskaffades i Sverige samtliga landsfiskaler och landsfiskalsdistrikt, och deras arbetsuppgifter delades upp på de nyskapade indelningarna polisdistrikt, åklagardistrikt och kronofogdedistrikt.
Landsfiskalsdistriktet låg under länsstyrelsen i Södermanlands län.

## Ingående områden
Den 1 januari 1941 sammanslogs Gåsinge landskommun med Dillnäs landskommun för att bilda Gåsinge-Dillnäs landskommun. När Sveriges nya indelning i landsfiskalsdistrikt trädde i kraft den 1 januari 1952 (enligt kungörelsen 1 juni 1951) ändrades distriktets omfattning.

### Från 1918
Daga härad:
- Björnlunda landskommun
- Dillnäs landskommun
- Frustuna landskommun
- Gryts landskommun
- Gåsinge landskommun
- Kattnäs landskommun

### Från 1941
Daga härad:
- Björnlunda landskommun
- Frustuna landskommun
- Gryts landskommun
- Gåsinge-Dillnäs landskommun
- Kattnäs landskommun

### Från 1 januari 1952
- Daga landskommun
- Gnesta landskommun